# العلاقات الإثيوبية التشيلية
العلاقات الإثيوبية التشيلية هي العلاقات الثنائية التي تجمع بين إثيوبيا وتشيلي.

## مقارنة بين البلدين
هذه مقارنة عامة ومرجعية للدولتين:
| وجه المقارنة                                              | إثيوبيا                        | تشيلي                         |
| --------------------------------------------------------- | ------------------------------ | ----------------------------- |
| المساحة (كم2)                                             | 1.10 مليون                     | 756.10 ألف                    |
| عدد السكان (نسمة)                                         | 104.96 مليون                   | 17.37 مليون                   |
| الكثافة السكانية (ن./كم²)                                 | 95.42                          | 22.97                         |
| العاصمة                                                   | أديس أبابا                     | سانتياغو                      |
| اللغة الرسمية                                             | اللغة الأمهرية                 | اللغة الإسبانية               |
| العملة                                                    | بير إثيوبي                     | بيزو تشيلي، وحدة حساب تشيلية ‏ |
| الناتج المحلي الإجمالي (بليون دولار)                      | 80.56 مليار                    | 277.08 مليار                  |
| الناتج المحلي الإجمالي (تعادل القوة الشرائية) بليون دولار | 161.90 مليار                   | 419.39 مليار                  |
| الناتج المحلي الإجمالي الاسمي للفرد دولار أمريكي          | 619                            | 13.42 ألف                     |
| الناتج المحلي الإجمالي للفرد دولار أمريكي                 | 1.50 ألف                       | 22.07 ألف                     |
| مؤشر التنمية البشرية                                      | 0.442                          | 0.832                         |
| رمز المكالمات الدولي                                      | +251                           | +56                           |
| رمز الإنترنت                                              | .et                            | .cl                           |
| المنطقة الزمنية                                           | ت ع م+03:00، توقيت شرق أفريقيا | 00، 00، 00، 00                |

## منظمات دولية مشتركة
يشترك البلدان في عضوية مجموعة من المنظمات الدولية، منها:
| علم المنظمة | اسم المنظمة                        | تاريخ انضمام إثيوبيا | تاريخ انضمام تشيلي |
| ----------- | ---------------------------------- | -------------------- | ------------------ |
|             | الاتحاد البريدي العالمي            | ?                    | ?                  |
|             | مؤسسة التنمية الدولية              | 11 أبريل 1961        | 30 ديسمبر 1960     |
|             | منظمة حظر الأسلحة الكيميائية       | ?                    | ?                  |
|             | الأمم المتحدة                      | 13 نوفمبر 1945       | 24 أكتوبر 1945     |
|             | وكالة ضمان الاستثمار متعدد الأطراف | 13 أغسطس 1991        | 12 أبريل 1988      |
|             | منظمة الشرطة الجنائية الدولية      | ?                    | ?                  |
|             | مؤسسة التمويل الدولية              | 20 يوليو 1956        | 15 أبريل 1957      |
|             | البنك الدولي للإنشاء والتعمير      | 27 ديسمبر 1945       | 31 ديسمبر 1945     |
|             | الاتحاد الدولي للاتصالات           | 20 فبراير 1932       | 1908               |
|             | الفريق المعني برصد الأرض           | ?                    | ?                  |
|             | يونسكو                             | 1 يوليو 1955         | 7 يوليو 1953       |

## وصلات خارجية
- موقع وزارة الخارجية الإثيوبية
- موقع وزارة الخارجية التشيلية